# 醫療人球
醫療人球是起源於臺灣的中文新詞，指急重症病患因被多家醫院拒絕收治，而不斷在醫院間轉送的狀況。「人球」意指沒人願意照顧或收留的人。病患如果成為醫療人球，可能導致延誤就醫、甚至過失致死。

## 發生原因
- 醫院拒收病患，常以沒有床位、沒有足夠的醫療設備……等為由。
- 住院病患出院後的再急診被拒。
- 醫院以營運成本控管為由，拒收無法增加獲利的病患。例如：健保病房滿床位，而單人或兩人病房仍有空床位。
- 拒收健保卡遭鎖卡的病患。2010年，在台灣約仍有六十萬人，因積欠健保費而被鎖卡。需申請清寒證明，並分期付款繳交一次以上費用，方能解鎖。
- 救護車與醫院簽約，只能轉送指定的特約醫院，偶有延誤就醫的遺族質疑捨近求遠。

## 避免方式
- 嚴重之急重症病患，應避免跨區轉送，以避免延誤就醫。
- 醫院內資源調度，協調輕症病患讓出病床，或調整開刀房的優先順序。
- 跨醫院的醫療資源統合通報，在把病患轉送出去前，先確認過目的地的醫院是否能收容病患。
- 修正轉診制度，醫學中心不可再把病人轉送出去。
- 增加醫療資源，如病房、醫護人數、健保給付等。